# Мост через Юрибей
Мост через Юрибей (Мостовой переход через пойму реки Юрибей) — железнодорожный мост длиной 3,9 километра.
Построен в 2008—2009 гг. и введён в эксплуатацию в июне 2009 года. Является частью железнодорожной магистрали «Обская — Бованенково», одним из самых протяжённых мостов в России и самым длинным мостом в мире за Полярным кругом. Мост пересекает не только постоянное русло реки, но и идёт по всей её ширине в период максимального разлива. Общая масса моста — более 30 000 тонн. Срок службы — 100 лет.
Церемония открытия моста состоялась 24 сентября 2009 года.

## Строительство моста
По сообщениям средств массовой информации, мост был построен за 349 дней — в рекордно короткие для таких сооружений сроки. В апреле 2009 года строительство моста было завершено, а 4 июня 2009 года по мосту проехали первые высокопоставленные пассажиры — полпред Президента в Уральском федеральном округе Николай Винниченко, губернатор Ямала Юрий Неёлов, гендиректор Газпромтранса Вячеслав Тюрин. Открытие моста позволило завершить строительство железной дороги на Бованенково и приступить к освоению Бованенковского нефтегазоконденсатного месторождения.
Сооружение моста велось с использованием современных технологий на высоких сваях и без традиционной отсыпки грунта, что позволило сохранить экосистему реки, не причинив вреда нерестилищам северных пород рыб. Для обеспечения устойчивости опор в вечной мерзлоте были пробурены скважины глубиной 20—40 метров.

## Особенности строительства моста
Критику в прессе вызывало использование при строительстве моста деревянных шпал, в то время как по проекту рельсы на мосту через Юрибей должны были крепиться к железобетонным плитам — это следует из документов «Ленгипротранса», проектировавшего линию «Обская — Бованенково — Карская».
Отсутствуют не только плиты, к которым крепятся рельсы, но и предусмотренные проектом опоры из железобетонных контурных блоков — вместо них мост опирается на стальные трубы.
Вызваны эти особенности конструкции тем, что проект моста был адаптирован к рискам несущей способности грунтов (речные илы, мягкие глины, вечная мерзлота). При перепроектировании сооружения использовались все возможности для снижения массы конструкции мостового перехода через Юрибей. Это объясняет и использование деревянных шпал, и минимизацию объема бетонирования относительно первоначального проекта. Финальная версия проекта, как и само фактически выполненное сооружение, прошла государственную экспертизу.